# Labeobarbus mungoensis
Labeobarbus mungoensis és una espècie de peix pertanyent a la família dels ciprínids.

## Descripció
- Fa 17,9 cm de llargària màxima.[1][2]

## Hàbitat
És un peix d'aigua dolça, bentopelàgic i de clima tropical.

## Distribució geogràfica
Es troba a Àfrica: el Camerun (incloent-hi les conques dels rius Sanaga i Mungo).

## Observacions
És inofensiu per als humans.